# Carlyle Hotel
L'Hotel Carlyle, noto formalmente come The Carlyle, A Rosewood Hotel, è la combinazione di un lussuoso albergo e di un condominio residenziale sito al numero 35 della strada East 76th Street, all'angolo nordest di Madison Avenue ed East 76th Street nell'Upper East Side di New York. Aperto nel 1930, l'hotel fu progettato nello stile Art Deco e prese il nome dal noto saggista scozzese Thomas Carlyle.
Posseduto dal 2001 dalla Rosewood Hotels & Resorts, il Carlyle è un condominio con 190 stanze e suite in affitto, e 60 abitazioni private.

## Fuori dalla depressione
Il Carlyle fu costruito da Moses Ginsberg, nonno materno di Rona Jaffe. Progettato dagli architetti Sylvan Bien e Harry M. Prince, aprì come hotel residenziale, con appartamenti che costavano fino a $1 milione l'anno. Hotel di appartamenti erano divenuti sempre più popolari fin dalla prima guerra mondiale. Quando l'economia ebbe il suo boom e sorsero i grattacieli, New York si trasformò così rapidamente che possedere una propria casa cominciò a passare di moda. Il nuovo hotel a trentacinque piani "doveva essere un capolavoro, nella lingua moderna, nel quale negozi e ristoranti ai piani inferiori avrebbero fornito ai residenti le comodità e i comfort di un grattacielo per comunità".
Comunque, quando il Carlyle fu pronto a iniziare la propria attività nel 1930, il crollo della Borsa di New York del 1929 aveva già posto termine ai tempi di crescita economica. Il nuovo hotel lottò, finì in amministrazione controllata nel 1931 e fu venduto alla Lyleson Corporation nel 1932. I nuovi proprietari mantennero il management originale, che fu in grado di migliorare la situazione finanziaria della proprietà, mantenendo elevata occupazione e affitti sufficienti a coprire i costi dell'hotel. In ogni caso la reputazione dell'hotel in quel periodo era "seriosa piuttosto che chic".
Il successivo boom economico del dopoguerra consentì all'hotel di assumere di nuovo un'importanza nell'alta società.
Nel 1948, l'uomo d'affari di New York Robert Whittle Dowling acquistò il Carlyle e cominciò a trasformarlo da un indirizzo "rispettabile" a uno "davvero affascinante", frequentato da eleganti clienti europei. Quell'anno, Harry S. Truman fu il primo presidente a visitare il Carlyle; i suoi successori fino a Bill Clinton seguirono.

## Ascesa alla prevalenza
Il Carlyle divenne noto come "la Casa Bianca di New York" durante l'amministrazione del Presidente Kennedy, che mantenne un appartamento al 34º piano per gli ultimi dieci anni della propria vita. Egli risiedette nell'appartamento in una ben pubblicizzata visita di pochi giorni poco prima del suo insediamento alla Casa Bianca nel gennaio del 1961. Marilyn Monroe fu spiata all'ingresso di servizio sulla East 77th Street. Dopo aver cantato Happy Birthday, Mr. President al gala per il compleanno di Kennedy al Madison Square Garden il 19 maggio 1962, si dice che la Monroe abbia utilizzato un labirinto di tunnel per entrare di nascosto nel Carlyle insieme a Kennedy e ai suoi amici. Il New York Post riferì di un complotto per una campagna diffamatoria su Robert F. Kennedy pianificata quando un informatore passò l'informazione che una tal Mrs. Jacqueline Hammond aveva notizie sul caso. Comunque l'articolo del Post sosteneva che un riassunto dell'FBI sui documenti divulgati il giorno prima non riteneva attendibili le informazioni di Milwaukee ed Hammond. Anni dopo, il portavoce Michael O'Connell riprese: "Quei tunnel. Il Presidente Kennedy ne sapeva più di quanto ne sapessi io".
Il Carlyle fu l'ultimo luogo dove John Fitzgerald Kennedy Jr. fece colazione prima di partire per il volo fatale verso Martha's Vineyard insieme alla moglie e a sua sorella.
Il Consiglio per il comando dei Diritti Civili (CUCRL) fu organizzato in un incontro tenutosi al Carlyle. Malcolm X espresse il suo coinvolgimento con l'avere un bianco incaricato di questa nuova organizzazione di raccolta fondi nel discorso tenuto il 10 novembre 1963 Discorso ai quadri di base. Egli descrisse l'hotel (invece che una sola suite) come proprietà della famiglia Kennedy.
Nel 1967, l'hotel fu acquistato da una società fra Jerome L. Greene, Norman L. Peck e Peter Jay Sharp. L'hotel ha dato il nome al Gruppo Carlyle, essendo il luogo dove i fondatori di questa società s'incontrarono per la prima volta a metà degli anni 1980.
L'hotel ha sempre mantenuto una reputazione di discrezione. Nel giugno 2000, il The New York Times lo definì "Palazzo dei Segreti". Nel 2018 l'hotel fu oggetto di un film documentario dello scrittore-regista Matthew Miele, Always at The Carlyle.
Durante la Pandemia di COVID-19 a New York l'hotel ha sospeso il personale per prevenire la diffusione del COVID-19.